# Arena Joinville
El Arena Joinville es un estadio multipropósito ubicado en la ciudad de Joinville, en el estado de Santa Catarina en  Brasil. Posee una capacidad para 22 400 personas y es la sede del club Joinville Esporte Clube, que juega en la Serie B de Brasil.